# الو (کمون)
الو (به فرانسوی: Alloue) یک کمون در فرانسه است که در canton of Champagne-Mouton واقع شده‌است. الو ۴۶٫۵۴ کیلومتر مربع مساحت دارد ۱۱۶ متر بالاتر از سطح دریا واقع شده‌است.